# Notre jour viendra
Notre jour viendra (literal, Nuestro día llegará) es una película francesa dirigida por Romain Gavras y estrenada el 15 de septiembre de 2010.

## Sinopsis
Patrick y Rémy no creen en las fronteras, los gobiernos ni los ejércitos: son rojos. Juntos lucharán contra las autoridades y su falsa moralidad, en una búsqueda alucinante del país soñado (Irlanda) y el ansia de libertad.

## Ficha técnica
- Título: Notre jour viendra
- Realización: Romain Gavras
- Guion: Romain Gavras y Karim Boukercha
- Música: SebastiAn, Rachmaninoff
- Producción: Vincent Cassel y Éric Névé
- Elenco: Christel Baras
- Director de fotografía: André Chemetoff
- Ingeniero de sonido: Erwan Kerzanet
- Asamblea: Benjamin Weill
- Género: drama
- País:  Francia
- Lengua: Francés
- Compañía de producción: Les Chauves Souris, en asociación con Cinémage 4
- Distribución: Distribution UGC
- Presupuesto: 1.000.000€
- Taquillas:  Francia : 34.925 entradas [1]
- Duración: 95 minutos
- Fecha de lanzamiento :

## Reparto
- Vincent Cassel:Patrick
- Olivier Barthélémy: Remy
- Justine Lerooy: Natasha
- Vanessa Decat: Vanessa

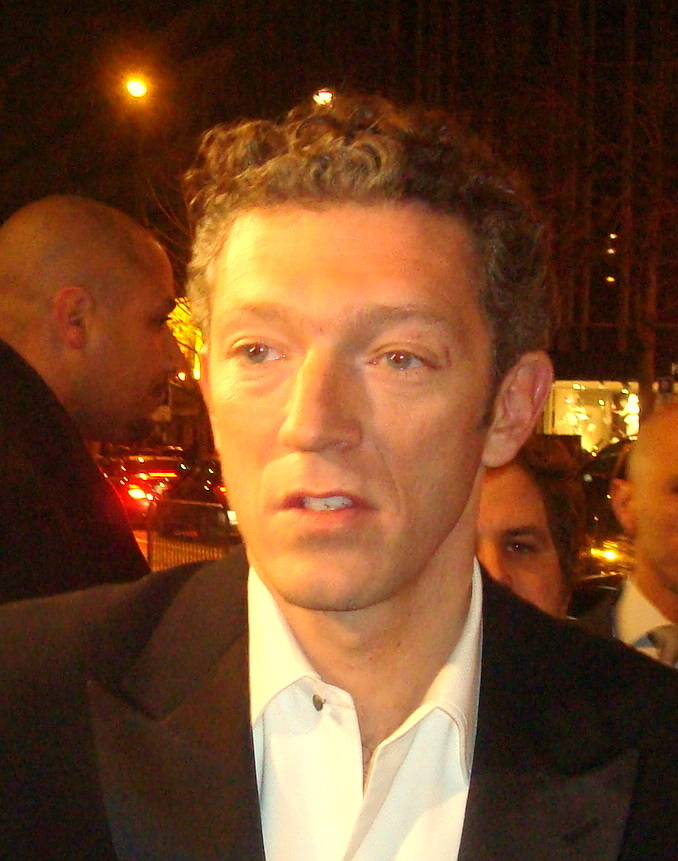
Vincent Cassel en 2010.

- Boris Gamthety: Serge (como Boris Gamthety 'Byron')
- Rodolphe Blanchet: Joel
- Chloé Catoen: niña pelirroja
- Sylvain Le Minez: el rehén
- Pierre Boulanger: el recepcionista
- Julie Vergult: Léa
- Mathilde Braure: madre de Rémy
- Camille Rowe : joven inglesa
- Joséphine de La Baume: joven inglesa  (como Joséphine de La Baume)
- Alexandra Dahlström: joven inglesa

## Anécdotas
Vincent Cassel y Olivier Barthélémy se reencuentran después de Shaitán y el cortometraje Les frères Wanted de Kim Chapiron. La película se distribuyó en 44 salas de Francia y obtuvo 20 368 espectadores en su primera semana, finalizando en la cartelera con solo 34 925 espectadores.  Su título está inspirado en el eslogan republicano norirlandés Nuestro día llegará (Tiocfaidh ár lá). El título primero propuesto fue The Lords.  Vincent Cassel aparece en esta película, con la cabeza, la barba y las cejas completamente afeitadas para las necesidades de la película. La violencia verbal y física de la película le valió una prohibición de al menos 12 años tras su estreno en cines. Esta película contiene varios actores no profesionales lo que le ha valido comparaciones con el trabajo de Bruno Dumont.